# Clóvis Ramalhete
Clóvis Ramalhete Maia (Vitória, 24 de fevereiro de 1912 - Rio de Janeiro, 24 de maio de 1995) foi um jornalista, advogado e professor brasileiro.

## Biografia
Filho de Ubaldo Ramalhete Maia e de Acidália Lelis Ramalhete. Seu pai foi jornalista e deputado federal pelo Espírito Santo, entre 1918 e 1920 e entre 1935 e 1937. Obteve o bacharelado em direito em 1936 na Faculdade de Direito da Universidade do Brasil, no Rio de Janeiro, então Distrito Federal.
Foi consultor-geral da República na presidência de João Figueiredo, de 16 de março de 1979 a 7 de abril de 1981, no governo de João Figueiredo. O mesmo presidente o nomearia ministro do Supremo Tribunal Federal, cargo que ocupou de 8 de abril de 1981 até  25 de fevereiro de 1982. 
Celebrizou-se por ter sido um dos autores, em agosto de 1992, da petição de impeachment que resultaria no afastamento do presidente Fernando Collor de Melo, acusado de crime de responsabilidade por ligações com um esquema de corrupção liderado pelo ex-tesoureiro de sua campanha presidencial Paulo César Farias.